# Max Liedtke (Pädagoge)
Maximilian Heribert Liedtke (* 8. März 1931 in Düsseldorf) ist emeritierter Professor und Lehrstuhlinhaber für Pädagogik an der Universität Erlangen-Nürnberg.

## Leben

### Werdegang
Max Liedtke wurde als Sohn von Maria Liedtke, geborene Ziebarth, und des Werkmeisters Albert Liedtke geboren und besuchte das Görres-Gymnasium in Düsseldorf. Von 1951 bis 1963 studierte er Theologie, Philosophie, Pädagogik und Musikwissenschaft in Bonn, München, Bensberg und Hamburg. Im Jahr 1963 heiratete er Margarete Bock, mit der er den Sohn Ulrich Liedtke hat. Er wurde 1964 an der Universität Hamburg zum Doktor der Philosophie promoviert und war dort bis 1967 wissenschaftlicher Assistent. Von 1967 bis 1970 lehrte er als Dozent an der Pädagogischen Hochschule Göttingen. 1970 habilitierte er sich mit einer Arbeit über Evolution und Erziehung in Hamburg, wo er von 1970 bis 1973 Professor war. 1973 nahm Liedtke einen Ruf auf einen Lehrstuhl für Pädagogik an der Universität Erlangen-Nürnberg an, den er bis zu seiner Emeritierung 1999 innehatte. Von 1974 bis 1979 vertrat er zugleich einen Lehrstuhl an der Ludwig-Maximilians-Universität München. Liedtke lebt in Röthenbach an der Pegnitz.

### Forschung
Schwerpunkte von Liedtkes Forschung sind die Integration der Evolutionsbiologie in die Pädagogik und die historische Bildungsforschung. Auch die Evolution der Kultur beschäftigt ihn seit langem. Er entwickelte die von  Otto Koenig  gegründete Kulturethologie weiter und leitete mehrere Jahre die kulturethologische Tagung in Matrei in Osttirol. Er war von 1991 bis 1993 Vorsitzender der Historischen Kommission der Deutschen Gesellschaft für Erziehungswissenschaft und maßgeblich verantwortlich für die Konzeption der Schulmuseen in Ichenhausen und Nürnberg.

## Ehrungen
(Quelle: )
- 1987: Wissenschaftlicher Förderpreis des Bayerischen Lehrer- und Lehrerinnenverbands
- 1991: Verdienstkreuz am Bande der Bundesrepublik Deutschland
- 1994: Medaille Pro meritis scientiae et litterarum des Bayerischen Staatsministeriums
- 1998: Silberne Bürgermedaille der Stadt Ichenhausen; Preis der Bayerischen Volksstiftung
- 2005: Verdienstkreuz 1. Klasse der Bundesrepublik Deutschland
- 2007: Verdienstplakette der Stadt Röthenbach an der Pegnitz

## Schriften (Auswahl)
Monographien
- Der Begriff der reflektierten Urteilskraft in Kants Kritik der reinen Vernunft. Hamburg 1964 (Dissertation).
- Johann Heinrich Pestalozzi in Selbstzeugnissen und Bilddokumenten (= Rowohlts Monographien. Band 138). Rowohlt, Reinbek 1968 (16. Aufl. 2002).
- Evolution und Erziehung. Ein Beitrag zur integrativen pädagogischen Anthropologie. Vandenhoeck und Ruprecht, Gütersloh 1972, ISBN 3-525-01309-4 (Zugleich: Habil.-Schr., Univ. Hamburg, 1971; 4. Aufl. 1997).
- Jugendlust. Die Geschichte einer Zeitschrift 1876–2001. Domino-Verlag Brinek, München 2001.
- Georg Wilhelm Friedrich Hegel. Schulrat in Nürnberg 1813–1816. Stadt Nürnberg, Nürnberg 2009.
- mit Horant Schulz: Knabenchor – Last, Glück, Lebenschance? Eine Untersuchung am Beispiel des Windsbacher Knabenchores (= Forum Musikpädagogik. Band 107). Wißner, Augsburg 2012, ISBN 978-3-89639-845-1.
- 150 Jahre BLLV Mittelfranken. Geschichte in Beispielen des Erinnerns, Übersehens, Vergessens, Verschweigens. BLLV, Bezirksverband Mittelfranken, Weißenburg 2014.
- Das Fräulein Lehrerin. Beispiel: Fräulein Helene Käferlein (1901–1975), ihre Erniedrigungen, ihre Leistungen. Eigentlich denkmalwürdig. Julius Klinkhardt, Bad Heilbrunn 2019, ISBN 3-7815-2305-5.

Herausgaben
- Handbuch der Geschichte des Bayerischen Bildungswesens. 4 Bände. Julius Klinkhard, Bad Heilbrunn 1991–1997.
- Für Hitler erzogen? Briefe und Notizen des Edgar Winzen aus der Kinderlandverschickung Leutenberg in Thüringen 1944/45. Waxmann, Münster 1999, ISBN 3-89325-765-9.